# Fredrik Schiller (Solsidan)
Fredrik Gustav Schiller, vanligtvis kallad Fredde, är en rollfigur från den svenska dramakomediserien Solsidan. Han är en av seriens huvudpersoner. Fredde spelas av Johan Rheborg och gjorde sin första medverkan i seriens pilotavsnitt, "Inflytten", som sändes på TV4 den 29 januari 2010. Fredde är gift med Mikaela Schiller, "Mickan", som spelas av Josephine Bornebusch och tillsammans har de barnen Victor, Ebba och Chloé.

## Roll
Serien utspelar sig i villaområdet Solsidan i Saltsjöbaden dit Freddes barndomsvän Alex flyttar tillbaka för att ta över sitt föräldrahem tillsammans med sin sambo Anna. Fredde jobbar som fondmäklare och är oerhört framgångsrik och duktig på sitt jobb, han bor i ett av de flottaste husen på hela Solsidan. Han är dock något av en loser på hemmaplan, och låter sin fru Mickan styra och ställa med det mesta. Han tror sig alltid ha svar på allting hela tiden, och kommer alltid med egna teorier om hur saker och ting fungerar, men hans enda referenspunkt är det han läst i Dagens Industri. Fredde handlar alltid först och tänker sedan, han deltar entusiastiskt i statusjakten och har pengar för att backa upp det med.

## Skapande
Seriens skapare, Felix Herngren, har i en intervju med Dagens Nyheter erkänt att rollfiguren Fredde bygger på en riktig person.